# Rafael Guerrero Valenzuela
Rafael Guerrero Valenzuela (Guayaquil, 8 de abril de 1915 - Ibídem, 18 de mayo de 2008) fue un periodista, radiodifusor y político ecuatoriano. Durante su vida ocupó varios cargos notorios, entre los que se cuentan alcalde de Guayaquil, gobernador de la Provincia del Guayas, senador, director de la Caja Regional del Seguro y Cónsul del Ecuador; fue así mismo fundador de la Asociación Ecuatoriana de Radiodifusión y del Círculo de Periodistas Deportivos del Ecuador.

## Trayectoria
Inició su actividad periodística en Radio El Telégrafo, convirtiéndose años después en su director. El 1 de septiembre de 1940 fundó Radio CRE Satelital, junto al deportista Luis Alcívar Elizalde. La emisora pasó a la historia por convertirse en la primera radio de contenido periodístico en el Ecuador. A lo largo de su vida, Guerrero se mantuvo como director de la misma.
Ocupó la alcaldía de Guayaquil entre 1947 y 1950, tras vencer por mínima diferencia a Rafael Mendoza Avilés, candidato del Partido Unidad Popular Republicana (UPR).
Durante el gobierno de León Febres-Cordero Ribadeneyra mostró posiciones contrarias al gobierno, lo que provocó que elementos de seguridad destruyeran las instalaciones de Radio CRE y Radio Tropicana, de las que Guerrero era director. Guerrero acusó de estos hechos al entonces gobernador de Guayas, Jaime Nebot, el mismo que negó haber estado implicado.
Fue nombrado gobernador de la Provincia del Guayas por el presidente Rodrigo Borja Cevallos en 1988, reemplazando a Juana Vallejo, que había renunciado al cargo por conflictos con la dirigencia de la Izquierda Democrática. Bajo el puesto tuvo que frenar los intentos desestabilizadores de la alcaldesa de Guayaquil, Elsa Bucaram. Guerrero dejó el cargo en 1990 y fue reemplazado por Oswaldo Molestina.
En 1997 volvió a ser nombrado gobernador de Guayas, esta vez por el presidente Fabián Alarcón, decisión que fue aplaudida incluso por el expresidente León Febres-Cordero Ribadeneyra, quien aseveró que a pesar de las diferencias políticas que tenía con Guerrero, la decisión le parecía "muy acertada". Durante esta gestión centró sus esfuerzos en fortalecer la Policía y la Comisión de Tránsito provincial, también fueron notorios los desacuerdos que tuvo con el presidente por la designación de varios colaboradores.
Renunció al cargo el 17 de febrero de 1998 con la intención de candidatearse como diputado provincial en las elecciones legislativas de 1998, dejando en claro al momento de su salida que no se hallaba enemistado con el presidente Alarcón.

## Fallecimiento
Falleció el 18 de mayo de 2008, luego de estar internado en el Hospital Luis Vernaza durante una semana a causa de una neumonía. Entre las personalidades políticas y periodísticas que asistieron a su velorio, se cuentan a Alfonso Harb, Juan José Illingworth, Antonio Andretta, Galo Roggiero y Mariela Viteri.